# Log pri Polhovem Gradcu
Log pri Polhovem Gradcu is een plaats in Slovenië en maakt deel uit van de gemeente Dobrova-Polhov Gradec in de NUTS-3-regio Osrednjeslovenska. De plaats telde 38 inwoners op 1 januari 2020.